# Johann Christian Friedrich Hæffner
Johann Christian Friedrich Hæffner   (Oberschönau, 2 de març de 1759 - Parròquia de la Catedral d'Uppsala, 28 de maig de 1833) fou un compositor suec d'origen alemany.
Després d'haver realitzat sòlids estudis, fou corrector de la cèlebre casa editorial de música de Breitkopf & Haertel, director d'una companyia ambulant d'òpera, mestre de capella de la cort d'Estocolm i organista a Uppsala. Prestà grans serveis a la música nacional sueca, publicant cants populars amb acompanyament de piano, reconstruint diverses melodies corals del segle xvii i escrivint preludis per aquests corals.
A més, va compondre en l'estil de Gluck, les òperes Elektra, Alkides i Rinaldo.